# Je'af
Je'af (hebrejsky יְעָף, v oficiálním přepisu do angličtiny Ye'af) je vesnice typu společná osada (jišuv kehilati) v Izraeli, v Centrálním distriktu, v Oblastní radě Lev ha-Šaron.

## Geografie
Leží v nadmořské výšce 55 metrů na pomezí hustě osídlené a zemědělsky intenzivně využívané pobřežní nížiny, respektive Šaronské planiny, a kopcovitých oblastí podél Zelené linie oddělujících vlastní Izrael v mezinárodně uznávaných hranicích od okupovaného Západního břehu Jordánu. Východně od vesnice protéká Nachal Alexander.
Obec se nachází 13 kilometrů od břehu Středozemního moře, cca 28 kilometrů severovýchodně od centra Tel Avivu, cca 60 kilometrů jižně od centra Haify a 13 kilometrů jihovýchodně od města Netanja. Je'af obývají Židé, přičemž osídlení v tomto regionu je etnicky smíšené. Západním směrem v pobřežní nížině je osídlení ryze židovské. Na sever, jih a východ od vesnice ovšem leží téměř souvislý pás měst a vesnic obývaných izraelskými Araby – takzvaný Trojúhelník. Konkrétně jde o města Kalansuva (na severu), Tajbe (na východě) a Tira (na jihu). 4 kilometry od vesnice probíhá navíc Zelená linie a za ní stojí arabské (palestinské město) Tulkarm.
Je'af je na dopravní síť napojen pomocí lokální silnice číslo 553. Východně od obce probíhá severojižním směrem dálnice číslo 6 (Transizraelská dálnice).

## Dějiny
Je'af byl založen v roce 1968. Šlo o sídlo, které mělo sloužit coby centrum pro okolní zemědělské vesnice Kfar Ja'bec, Azri'el a Porat. I jméno nové obce je akronymem těchto okolních mošavů Kfar Ja'bec – Azri'el – Porat.
Obec plánuje stavební expanzi z nynějších cca 30 domů na cca 70.

## Demografie
Podle údajů z roku 2014 tvořili naprostou většinu obyvatel v Je'af Židé (včetně statistické kategorie "ostatní", která zahrnuje nearabské obyvatele židovského původu ale bez formální příslušnosti k židovskému náboženství).
Jde o velmi malé sídlo vesnického typu s dlouhodobě rostoucí populací. K 31. prosinci 2014 zde žilo 268 lidí. Během roku 2014 populace klesla o 1,1 %.
| Rok            | 1972 | 1983 | 1995 | 2001 | 2003 | 2004 | 2005 | 2006 | 2007 | 2008 | 2009 | 2010 | 2011 | 2012 | 2013 | 2014 |
| -------------- | ---- | ---- | ---- | ---- | ---- | ---- | ---- | ---- | ---- | ---- | ---- | ---- | ---- | ---- | ---- | ---- |
| Počet obyvatel | 36   | 29   | 117  | 137  | 125  | 129  | 128  | 128  | 133  | 133  | 147  | 211  | 212  | 237  | 271  | 268  |